# Cistogaster sinuata
Cistogaster sinuata là một loài ruồi trong họ Tachinidae.